# Rob van der Zwaag
R.J. (Rob) van der Zwaag (Geleen, 10 januari 1962) is een Nederlands politicus en bestuurder. Hij is lid van het CDA.

## Biografie
Na de Pedagogische Academie in Echt is Van der Zwaag afgestudeerd in maatschappijgeschiedenis aan de Erasmus Universiteit Rotterdam met een specialisatie in beleid en bestuur. Hij zat in het partijbestuur van het CDJA en later in het dagelijks bestuur van YEPP. Hij ging in Brussel werken en zette daar de European Foundation Centre op. Vervolgens kwam hij in Venlo terecht bij de voorloper van MKB-Nederland. Zijn laatste baan in het bedrijfsleven was als accountmanager bij ING.
Van der Zwaag was gemeenteraadslid en wethouder van Venlo met in zijn portefeuille onder andere volkshuisvesting, ruimtelijke ordening, financiën, grotestedenbeleid, personeelszaken en grondbedrijf voor zijn benoeming op 16 januari 2006 tot burgemeester van Veere. Hij volgde in Zeeland zijn partijgenote Adrie de Bruijn op die met vervroegd pensioen was gegaan. In januari 2022 kondigde hij zijn vertrek aan als burgemeester van Veere. Met ingang van 1 februari 2023 werd hem eervol ontslag verleend en werd Frederiek Schouwenaar burgemeester van Veere.
Met ingang van 1 juni 2023 werd Van der Zwaag benoemd tot waarnemend burgemeester van Texel, nadat Michiel Uitdehaag per 11 juli dat jaar burgemeester werd van Venray. Op 20 december dat jaar werd Mark Pol burgemeester van Texel.